# Ochaun Mathis
Ochaun Mathis (Manor, 24 aprile 1999) è un giocatore di football americano samoano americano che milita nel ruolo di defensive end per i Philadelphia Eagles della National Football League (NFL).

## Carriera

### Los Angeles Rams
Al college Mathis giocò a football a TCU (2019-2021) e a Nebraska (2022). Fu scelto nel corso del sesto giro (189º assoluto) del Draft NFL 2023 dai Los Angeles Rams. Il 1º settembre fu inserito in lista infortunati. Tornò nel roster attivo il 7 ottobre e debuttò come professionista subentrando nella gara del quinto turno contro i Philadelphia Eagles, giocando 13 snap negli special team. La sua prima stagione si chiuse con 2 tackle in 8 presenze, nessuna delle quali come titolare.

### New England Patriots
Il 30 agosto 2024 Mathis firmò con la squadra di allenamento dei New England Patriots. Il 29 ottobre fu promosso nel roster attivo. Il 19 novembre fu svincolato.

### Philadelphia Eagles
Il 22 novembre 2024 Mathis firmò con la squadra di allenamento dei Philadelphia Eagles.

## Palmarès
- Super Bowl : 1

Philadelphia Eagles: LIX
- National Football Conference Championship: 1

Philadelphia Eagles: 2024